# Goshen (Virginia)
Goshen è un comune degli Stati Uniti d'America, situato nello Stato della Virginia, nella Contea di Rockbridge.